# Delage Type D.4

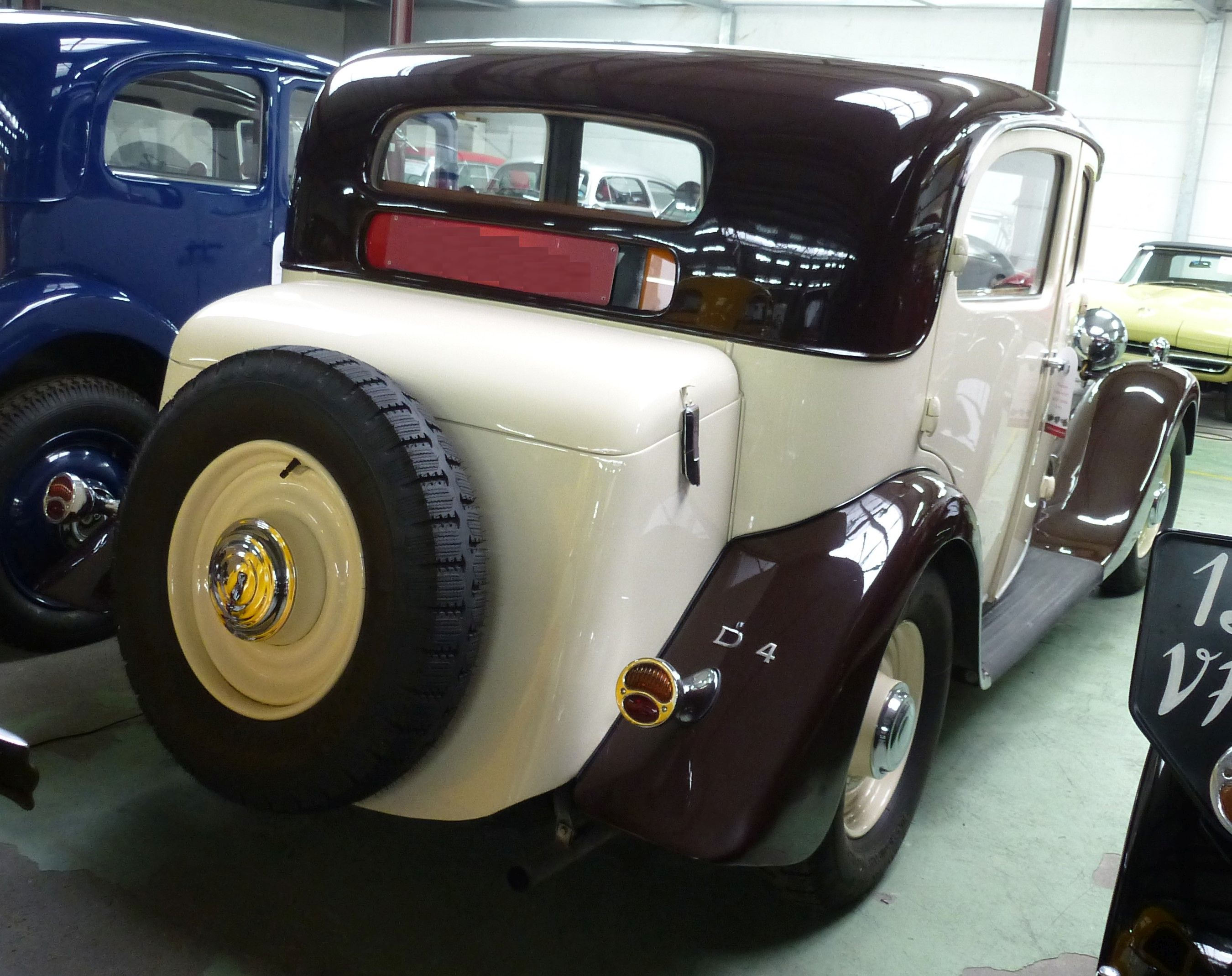
Heckansicht

Der Delage Type D.4 war ein Pkw-Modell der französischen Marke Delage. Es gibt auch die Schreibweise Delage Type D4. 

## Beschreibung
Am 3. Juli 1933 erhielt das Fahrzeug mit der Nummer 38.004 seine Typprüfung und Zulassung von der nationalen Behörde. Delage bot das Modell von 1933 bis 1934 an. Es war das Modell mit dem schwächsten Motor und dem kürzesten Radstand, das Delage nach dem Ersten Weltkrieg im Programm hatte. Es hatte weder Vorgänger noch Nachfolger. Am 4. April 1934 endete die Produktion.
Ein Vierzylindermotor vom Typ NC trieb die Fahrzeuge an. Er hatte 77 mm Bohrung und 79,5 mm Hub. Das ergab 1481 cm³ Hubraum. Der Motor war mit 8 Cheval fiscal eingestuft und leistete 40 PS.
Das Fahrgestell hatte 1360 mm Spurweite und 2800 mm Radstand. Bekannt sind Aufbauten als Limousine, Coupé, Cabriolet und als Einzelstück ein Roadster. Das Leergewicht war mit 1270 kg angegeben.

## Stückzahlen und überlebende Fahrzeuge
Peter Jacobs vom Delage Register of Great Britain erstellte im Oktober 2006 eine Übersicht über Produktionszahlen und die Anzahl von Fahrzeugen, die noch existieren. Seine Angaben zu den Bauzeiten weichen in einigen Fällen von den Angaben der Buchautoren ab. Für dieses Modell bestätigt er die Bauzeit von 1933 bis 1934. Von etwa 549 hergestellten Fahrzeugen existieren noch 22.